# كارولين جونس
كارولين جونس (بالإنجليزية: Carolyn Jones) مواليد 28 أبريل 1930 في أماريلو، تكساس، الولايات المتحدة - الوفاة 03 أغسطس 1983 في ويست هوليوود، الولايات المتحدة، هي ممثلة أمريكية بدأت مسيرتها الفنية عام 1952.

## وصلات خارجية
- كارولين جونس على موقع IMDb (الإنجليزية)
- كارولين جونس على موقع روتن توميتوز (الإنجليزية)
- كارولين جونس على موقع ألو سيني (الفرنسية)
- كارولين جونس على موقع ميوزك برينز (الإنجليزية)
- كارولين جونس على موقع تيرنر كلاسيك موفيز (الإنجليزية)
- كارولين جونس على موقع أول موفي (الإنجليزية)
- كارولين جونس على موقع قاعدة بيانات برودواي على الإنترنت (الإنجليزية)
- كارولين جونس على موقع قاعدة بيانات الأفلام السويدية (السويدية)
- كارولين جونس على موقع إن إن دي بي (الإنجليزية)
- كارولين جونس على موقع ديسكوغز (الإنجليزية)